# Al Kalima
L'Al Kalima (in arabo كلمة‎?, letteralmente "la parola"),  è un quotidiano libico, fondato nel 2011, con lo scopo di narrare le vicende della prima guerra civile in Libia.

## Storia
La rivista venne fondata da Mohamed Elmozogi il 1º maggio 2011 a Bengasi, in qualità di giornale indipendente e divenendo contestualmente il primo senza alcuna affiliazione con gruppi e partiti di interesse politico.
Il giornale ha attirato subito l'attenzione pubblica, e nel giugno già 4 000 copie circolavano in tutta la Libia.